# Incendie de la tour Grenfell
L'incendie de la tour Grenfell est un incendie survenu le 14 juin 2017 dans la tour Grenfell, un immeuble de logements sociaux de 24 étages, situé dans le district de North Kensington à Londres au Royaume-Uni faisant, selon les policiers, 71 morts et environ 8 disparus (que l'on compte comme morts, ce qui fait 79 morts) en ajoutant les 74 blessés. Le feu serait parti de l'explosion du réfrigérateur d'un studio du quatrième étage. Il se serait propagé par une fenêtre ouverte, située à un mètre de l'appareil, puis par le bardage apposé lors d'une récente rénovation. Selon un rapport mentionné dans la presse à la mi-avril 2018, le feu serait resté circonscrit à l'appartement où il avait pris, sans faire de victime, si le nouveau bardage n'avait pas contribué à le propager.

## Contexte

### L'immeuble

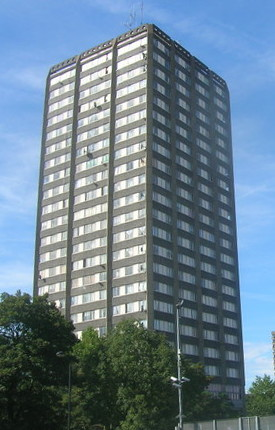
La Grenfell Tower en 2009, avant rénovation.

La tour Grenfell, située dans le district de North Kensington, dans l'Ouest de Londres, est un complexe de logements sociaux dont la majorité des occupants appartiennent à la classe ouvrière. Il fait partie de l'ensemble Lancaster West Estate (en). Il est situé dans une zone relativement aisée. Il porte le nom de Grenfell par sa proximité avec une voie routière voisine au sud (Grenfell Road), elle-même nommée en l'honneur d'un officier britannique (le Field Marshal Francis Grenfell, premier baron Grenfell).
L'immeuble de 24 étages est d'architecture brutaliste. Il est conçu en 1967 et sa construction est avalisée par le conseil de Kensington et Chelsea en 1970, dans le cadre du projet de développement de l'ensemble Lancaster Ouest,. La construction de la tour démarre en 1972 et s'achève en 1974.
L'immeuble comporte à sa construction 120 logements d'une et deux chambres à coucher (six appartements par étage sur vingt étages, les quatre restants étant affectés à d'autres utilisations) répartis sur 23 étages.
Selon le droit britannique, il est géré par une Tenant Management Organisation (TMO), un syndic comportant des représentants de locataires. En 2017, il est géré par la Kensington and Chelsea Tenant Management Organisation (en), la principale organisation du pays pour la gestion de bâtiments avec (co)locataires. Le Conseil de Kensington et Chelsea (en) supervise cette gestion. Le conseil de gestion des colocataires comprend huit membres habitant l'immeuble, quatre nommés par le conseil, et quatre indépendants.

### Rénovation
La rénovation de mai 2016, d'un montant de 10 millions de livres (soit environ 11,5 millions d'euros), vise l'isolation thermique extérieure, l'installation de fenêtres à double vitrage et d'un nouveau système de chauffage communautaire.
La rénovation comprenait aussi de nouvelles installations comme un club de boxe, le Dale Youth Amateur Boxing Club, et la Grenfell Under 3s Nursery, mais visait en priorité l'amélioration de l'habitat. Ce projet, d'une durée de deux ans, s'est déroulé tout en maintenant habitables les 120 logements. De nouveaux logements ont également été construits en utilisant des espaces inutilisés du bâtiment. Le nombre de nouveaux logements est compris entre sept et neuf.
Pour la façade, du métal a été utilisé en surface et du polyéthylène expansé à l'intérieur. Ce plastique est plus inflammable que d'autres alternatives. Toutefois, d'après la Fire Protection Association (en), le polyéthylène devrait résister au feu s'il est bien encapsulé, alors que dans le cas contraire il pourrait créer un effet de cheminée.
Les panneaux de revêtement utilisés étaient économiques : ils ne coutaient que 22 livres sterling chacun contre 24 livres sterling pour la version « résistante au feu », soit une économie de 8 % environ, ce qui a permis d'économiser 6 000 livres sterling environ, soit environ 7 000 euros.
D'après les avertissements du fabricant, l'isolant thermique utilisé n'est pas adapté à un immeuble de plus de dix mètres de hauteur.

### Normes de sécurité anti-incendie

#### Alertes d'habitants de l'immeuble
Deux femmes habitant la Grenfell Tower ont été menacées de poursuites pour avoir fait campagne en faveur de l'amélioration de la sécurité incendie : Mariem Elgwahry, 27 ans, et Nadia Choucair, 33 ans, ont en particulier reçu des lettres leur ordonnant de stopper leur campagne. Elles intervenaient avec l'aide du Radical Housing Network.

#### La sécurité anti-incendie au Royaume-Uni
La sécurité incendie en Angleterre et au Pays de Galles est définie dans un document appelé « Building regulations Part B ».Différentes exigences sont définies quant à l'alerte, les moyens d'évacuations, la (non) diffusion interne du feu et des fumées, la (non) diffusion externe du feu, l'accessibilité du bâtiment aux pompiers. La réglementation en Irlande du Nord et en Écosse est similaire.
Dans certains cas, des matériaux combustibles peuvent être utilisés dans les complexes de murs, mais dans le cas de Grenfell tower, les travaux de rénovation n'étaient pas en accord avec la réglementation, d'après la commission d'enquête menée par Sir Martin Moore-Bick et l'isolant externe utilisé n'était ni légal ni adapté.
Au Royaume-Uni, de nombreux matériaux inflammables sont utilisés dans les assemblages muraux commercialisés pour améliorer les performances énergétiques, réduire les infiltrations d'air et d'eau et permettre une plus grande flexibilité de la conception esthétique. Ces matériaux sont notamment utilisés dans les finitions des systèmes d'isolation extérieure, les revêtements (cladding) en métal composite, les laminés à haute pression, et les barrières résistant aux intempéries (weather-resistive barriers, ou WRB). La combustibilité des matériaux a des conséquences directes sur les risques d'incendie,
Les matériaux combustibles utilisés dans les assemblage muraux concernent un faible pourcentage des bâtiments en prise au feu, mais ont des conséquences significatives en termes de blessures et de décès.
Les États-Unis et le Royaume-Uni disposent de lois sur l'inflammabilité potentielle des matériaux internes utilisés dans le revêtement, mais d'autres facteurs peuvent entrer en jeu, comme le mode de fabrication et l'installation.
Des matériaux retardant les flammes sont utilisés, ce qui évite que le feu prenne facilement. Toutefois, lorsque les températures atteignent 900 ou 1 000 °C, tous les matériaux ont tendance à brûler. Les matériaux isolants peuvent générer des fumées noires assez opaques.
D'après le journal britannique The Times, les matériaux utilisés au Royaume-Uni sont interdits aux États-Unis dans les bâtiments d'une hauteur supérieure à 12 mètres.
La crise immobilière a tellement fait augmenter les prix de l'immobilier à Londres que les pouvoirs publics n'ont plus le budget nécessaire pour loger les Londoniens et délèguent donc ces activités au secteur privé, avec des budgets limités. Par ailleurs, la publication de rapports d'inspection incendie reste assez contrainte, ce qui limite l'information disponible.
Par ailleurs, en raison de la conception du bâtiment, la porte d'entrée de chaque appartement doit théoriquement maintenir le feu hors de l'appartement pendant 30 minutes, le temps que les pompiers interviennent. De ce fait, les consignes de sécurité communiquées aux résidents ont été — comme dans d'autres pays — de rester à l'abri à l'intérieur (stay put) en cas d'incendie[réf. souhaitée]. Par chance, de nombreuses personnes, n'ayant pas eu connaissance de ces consignes ou ne les ayant pas respectées, ont pu se sauver.
La loi anglaise ne nécessite l'installation d'extincteur automatique à eau que pour les bâtiments construits après 2007 lorsqu'ils ont une hauteur supérieure à 30 mètres ; mais cette loi n'est pas rétroactive.

#### La sécurité anti-incendie dans l'Union européenne
Une directive du Conseil du 21 décembre 1988 relative au rapprochement des dispositions législatives, réglementaires et administratives des États membres concernant les produits de construction (89/106/CEE) donne un cadre aux législations et réglementations techniques relatives à la sécurité incendie dans les États membres de l'Union européenne.
D'après cette directive, l'ouvrage doit être conçu et construit de manière que, en cas d'incendie :
- la stabilité des éléments porteurs de l'ouvrage puisse être présumée pendant une durée déterminée ;
- l'apparition et la propagation du feu et de la fumée à l'intérieur de l'ouvrage soient limitées ;
- l'extension du feu à des ouvrages voisins soit limitée :
- les occupants puissent quitter l'ouvrage indemnes ou être secourus d'une autre manière ;
- la sécurité des équipes de secours soit prise en considération.

## L'incendie

### Départ de feu (0h50-1h15)
L'incendie a commencé aux premières heures du mercredi 14 juin 2017 vers 0 h 50 lorsqu'un frigo-congélateur a pris feu dans l'appartement no 16, au quatrième étage. Le résident de l'appartement a été réveillé par un détecteur de fumée. Il est entré dans la cuisine et a découvert que le réfrigérateur-congélateur fumait. Il a alors alerté ses locataires et ses voisins, puis a appelé la brigade des pompiers de Londres à 0 h 54. Les deux premières voitures de pompiers (pompes) sont arrivées six minutes plus tard,. Le commandant de l'incident initial a déclaré que le feu était visible à cet endroit sous la forme d'une « lueur » dans la fenêtre. Deux autres pompes ont également été expédiées,. Tous les résidents de la tour qui ont appelé les services d'incendie ont eu pour consigne de rester dans leur appartement, à moins que celui-ci ne soit atteint par le feu, ce qui est la règle en matière d'incendie dans les immeubles de grande hauteur, chaque appartement étant censé être ignifugé de ses voisins. Également à cause de cette politique, le bâtiment n'avait pas d'alarme incendie centrale.
La plupart des pompiers sont entrés dans le bâtiment. Ils ont installé une tête de pont (base interne des opérations) au deuxième étage et raccordé les tuyaux à la colonne montante sèche . Ils sont entrés pour la première fois dans l'appartement 16 à 1 h 7 heure locale. Il fallut encore sept minutes avant qu'ils ne commencent à s'attaquer à l'incendie de la cuisine. Vers 1 h 8, le feu a percé la fenêtre. En quelques minutes, il a mis le feu aux panneaux de revêtement environnants. Observant cela, le commandant de l'incident a demandé deux autres pompes et un appareil aérien à 1 h 13, ce qui a également déclenché l'envoi d'officiers plus gradés, d'une unité d'enquête sur les incendies et de deux véhicules de commandement. Il a été demandé à un autre pompier d'essayer d'empêcher la propagation avec un jet d'eau, bien que ce jet ne puisse pas s'élever plus haut que le quatrième étage et, craignant de provoquer une dangereuse accumulation de vapeur à l'intérieur, il évitait de viser directement la fenêtre.

### Propagation rapide vers les hauteurs (1h15-1h30)
Au moment où les pompiers ont commencé à éteindre l'incendie de la cuisine, une colonne de flammes avançait rapidement sur le côté du bâtiment. À 1 h 15, un pompier a découvert de la fumée dans l'appartement 26 (juste au-dessus de l'appartement 16), ainsi qu'un autre des résidents qui avaient fui la fumée aux cinquième et sixième étages, et de grandes quantités de débris ont commencé à tomber de la façade en feu. Les flammes se sont répandues sur le côté à une « vitesse terrifiante ». Les tentatives de lutte contre l'incendie avec un jet externe ont été infructueuses car elles brûlaient la plupart du temps derrière un écran imperméable. À 1 h 30, une colonne de flammes montante atteignit le toit et l'incendie était incontrôlable. Le feu à l'extérieur côté Est se propagea latéralement. De la fumée et des flammes furent visibles dans plusieurs appartements,,.
À 1 h 18, sur 293 résidents, 34 se sont échappés. La phase d'évacuation la plus intense a eu lieu entre 1 h 18 et 1 h 38, avec 110 personnes parvenant à s'échapper. Nombre d'entre elles furent réveillées par leur détecteur de fumée, puisque la fumée, massivement présente, se propageait sur les paliers et dans les appartements. Certains résidents d'appartements non affectés quittèrent les lieux à peu près à la même heure, après avoir été alertés par leurs voisins. En raison du ramadan, de nombreux résidents musulmans étaient réveillés pour le repas de suhur avant l'aube, ce qui leur a permis d'alerter les voisins et de les aider à s'échapper.
La LFB a rapidement intensifié sa réponse au cours de cette période. Le nombre de pompes présentes est passé de six à huit à 1 h 19, avec également une unité de secours incendie, un transporteur d'appareils respiratoires en vrac et une unité de contrôle des avaries. Dix pompes étaient en service à 1 h 24, puis quinze à 1 h 27 avec une deuxième plate-forme aérienne. Deux minutes plus tard, on en était à vingt pompes et deux autres unités de secours incendie, et à vingt-cinq à 1 h 35, ce qui a également déclenché l'envoi d'un commissaire adjoint. Dany Cotton, commissaire des pompiers de Londres, a également été appelé et a commencé à se rendre sur les lieux de son domicile à Kent. Le service de police métropolitain (MPS) a été appelé à 1 h 24 pour gérer la foule rassemblée à l'extérieur. Cinq minutes plus tard, le service ambulancier de Londres a également été appelé.

### Résidents piégés et missions de sauvetage (1h30-2h4)
Comme les portes coupe-feu ne se fermaient pas correctement, la fumée a commencé à se répandre des appartements touchés dans les halls. À 1 h 33, la LFB recevait des appels de résidents qui déclaraient être pris au piège dans leur appartement. Entre 1 h 30 et 1 h 40, la fumée s'est répandue dans la cage d'escalier, ce qui a rendu très difficile la fuite des résidents sans l'aide des pompiers. Le taux d'évacuation a ralenti, avec 20 évacuations entre 1 h 38 et 1 h 58. Plus de la moitié de ceux qui étaient toujours pris au piège à 1 h 58 ont été tués, tandis que 48 ont été sauvés entre 1 h 58 et 3 h 58. Le feu continuait de se répandre latéralement à l'extérieur et, à 1 h 42, il avait atteint le côté nord.
Les informations recueillies par les gestionnaires d'appels de la LFB étaient transmises à l'unité de commandement de la LFB stationnée à l'extérieur qui devait les transmettre à la tête de pont mais la communication par radio s'étant avérée difficile en raison du bruit, du volume de conversation et éventuellement de la structure en béton du bâtiment, les détails sur les résidents pris au piège étaient écrits sur des bouts de papier et transportés par des coureurs. À la tête de pont, on indiquait aux pompiers les appartements où ils devaient se rendre et qui ils devaient sauver.
Les pompiers étaient confrontés à une épaisse fumée, à une visibilité nulle et à une chaleur extrême lorsqu'ils grimpaient au-dessus du quatrième étage,. En outre, certains résidents avaient quitté leur appartement pour échapper à la fumée. Trois pompiers qui sont allés à la rescousse d'une jeune fille de 12 ans au 20e étage n'ont pas réussi à la retrouver. À leur insu, elle s'était installée dans un appartement au 23e étage, avait téléphoné à un opérateur de contrôle qui n'avait aucun moyen de savoir ce que les pompiers faisaient, elle est morte plus tard à cet endroit. Deux autres pompiers ont été envoyés dans un appartement au 14e étage pour rechercher un seul résident, et se sont retrouvés nez-à-nez avec sept personnes (dont quatre se sont finalement échappées par leurs propres moyens).

### Incident majeur déclaré (2h4-4h0)
Des témoins ont rapporté avoir vu des personnes piégées, parfois avec des enfants, à l'intérieur du bâtiment en flammes allumer et éteindre les lumières de leur appartement ou faire des signes à l'extérieur pour attirer de l'aide. Selon des témoins oculaires, certaines personnes auraient sauté dans le vide. Quatre victimes ont par la suite succombé des suites de blessures faisant « penser à une chute d'une hauteur »,. Au moins une personne a utilisé des couvertures nouées pour fabriquer une corde et s'échapper du bâtiment en flammes. Des explosions fréquentes qui auraient été causées par des canalisations de gaz dans le bâtiment ont été entendues.
Les opérations extérieures ont été entravées par la chute de débris, notamment de morceaux de revêtement en feu. En raison de ce danger, la police a déplacé les foules du bâtiment par mesure de sécurité. Le Territorial Support Group était présent ; en plus d'être une unité spécialisée dans le maintien de l'ordre public, ils ont fourni des boucliers anti-émeute pour protéger les pompiers des chutes de débris.
Peu de temps après 2 h 0, l'incendie a été déclaré comme incident majeur et le nombre de véhicules de pompiers est passé de vingt-cinq à quarante. Le nombre d'unités de secours est passé à dix, les véhicules de commandement à six, les plates-formes aériennes à quatre et les unités de soutien opérationnel à deux. Au cours de l'opération, 250 pompiers ont tenté de maîtriser l'incendie, avec plus de 100 pompiers à l'intérieur du bâtiment au plus fort de l'intervention. La commissaire adjointe Andrew Roe a assumé le commandement direct des opérations de lutte contre les incendies pendant les onze heures suivantes, tandis que la commissaire Dany Cotton est arrivée à 2 h 50 après avoir quitté son domicile dans le Kent. Plutôt que de commander directement les opérations, elle a servi en tant qu'agent de surveillance, supervisant Roe et fournissant un soutien moral aux pompiers. Cotton a admis que la LFB avait enfreint ses propres protocoles de sécurité en pénétrant dans un grand bâtiment sans savoir s'il menaçait un effondrement structurel. Ce n'est que l'après-midi suivant que des ingénieurs ont pu évaluer la structure et déterminer qu'elle n'était pas menacée.
À 2 h 47, la politique consistant à rester confiné, conseillant aux habitants des zones non touchées par l'incendie de rester chez eux, a été abandonnée au profit d'une évacuation générale. Après ce moment, toutefois, seuls 36 autres résidents ont pu s'échapper. Les experts de l'enquête subséquente sur la catastrophe ont par la suite déclaré que cette politique aurait dû être abandonnée une heure et vingt minutes avant qu'elle ne le soit finalement.

### Derniers sauvetages (4h0-8h7)

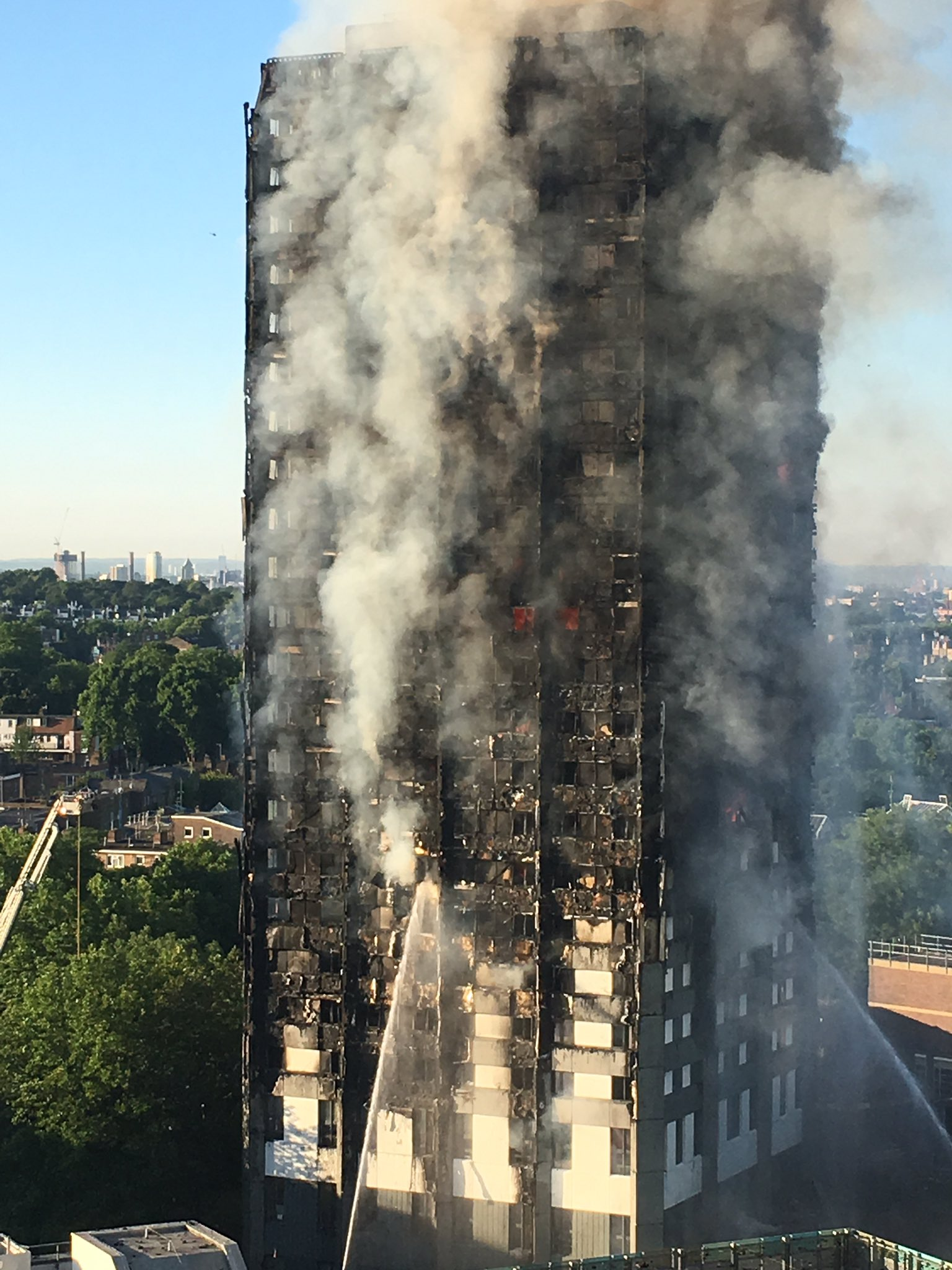
Grenfell Tower tôt le matin du 14 juin. Le revêtement brûlé est visible à l'extérieur du bâtiment.

Au lever du soleil, les pompiers étaient encore occupés à combattre l'incendie et à tenter des sauvetages à l'intérieur. À 4 h 14, la police s'est adressée à la foule nombreuse de spectateurs et leur a demandé instamment de contacter toute personne de leur connaissance qui était coincée dans l'immeuble pour lui dire qu'elle devait essayer d'évacuer par ses propres moyens et ne pas attendre les pompiers. À 4 h 44, tous les côtés du bâtiment étaient atteints.
Seuls deux autres sauvetages ont eu lieu par la suite, un résident ayant été sauvé à 6 h 5 et le dernier à 8 h 7. Les pompiers ont sauvé tous les résidents habitant jusqu'au 12e étage, à l'exception de deux personnes, mais n'ont pas réussi à aller au-delà du 20e étage ; seules deux personnes ont réussi à s'échapper des deux étages les plus élevés.

### Incendie résiduel (8h7-16 juin)

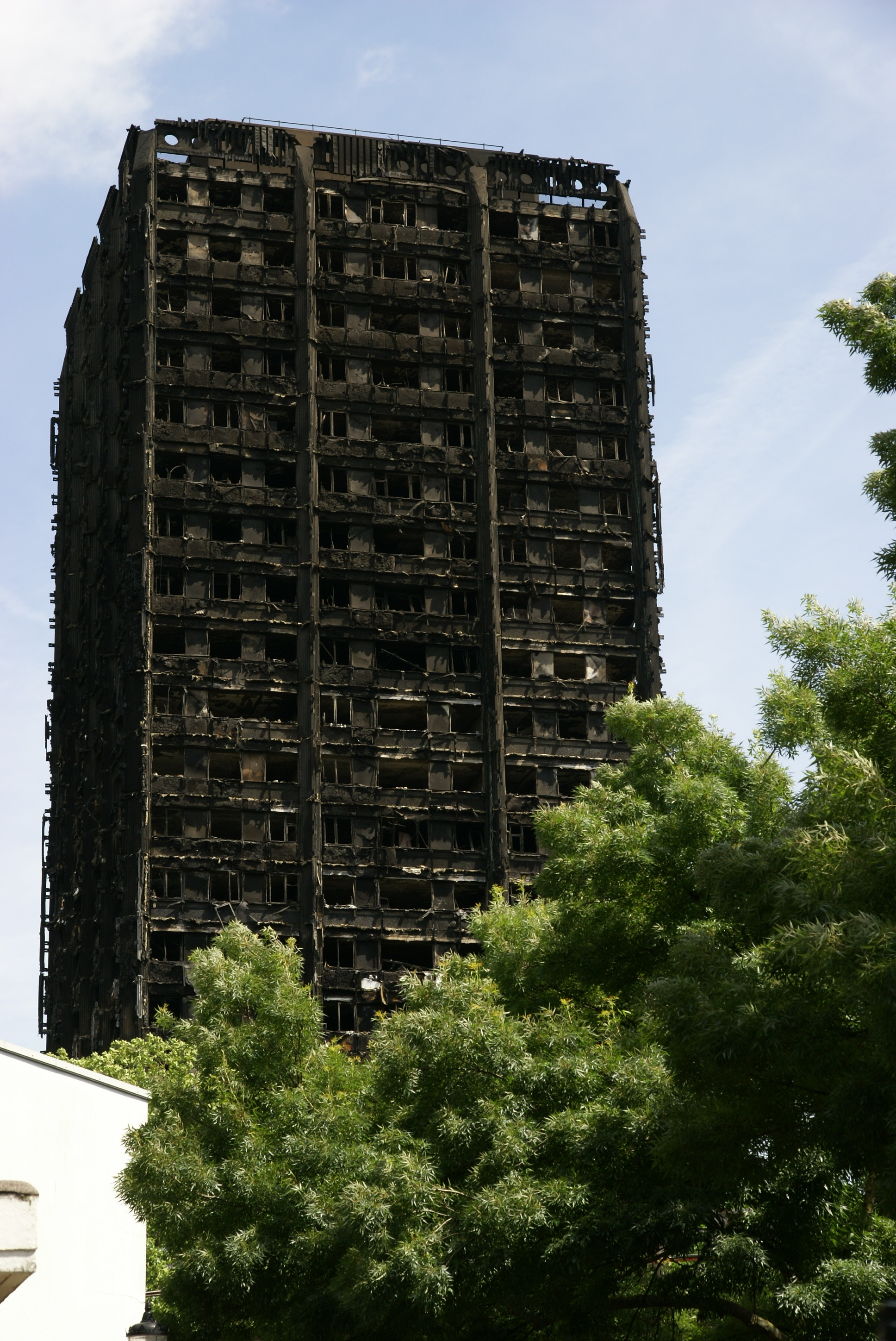
Grenfell Tower deux jours après le début de l'incendie.

Lors d'une conférence de presse dans l'après-midi du 14 juin, la LFB a annoncé que les pompiers avaient sauvé 65 personnes de l'immeuble et avaient atteint les 24 étages. Le NHS a confirmé que soixante-quatorze personnes se trouvaient dans six hôpitaux de Londres, dont 20 en soins critiques.
Le feu a continué de brûler dans les étages supérieurs de la tour. Il n'a été sous contrôle que le 15 juin à 1 h 14 et les pompiers ont continué à étouffer les flammes jusqu'au 16 juin. Les pompiers ont également utilisé un drone pour inspecter le bâtiment et rechercher des victimes. Le feu a été déclaré éteint le 16 juin au soir.

### Moyens de secours mis en œuvre
Deux cents pompiers et quarante camions d'incendie de la brigade des pompiers de Londres ont été mobilisés. L'appel a été reçu par les pompiers à 0 h 54 heure locale et le premier camion est arrivé sur les lieux 6 minutes plus tard. La tour a été gravement endommagée par l'incendie mais ne s'est pas effondrée.
Un camion-échelle de trente mètres — la plus haute de Londres — est arrivé 24 minutes (d'après The Independent) ou 32 minutes (d'après la BBC) après les premiers secours. L'échelle de Surrey de 42 mètres — la plus haute d'Angleterre — est arrivée sept heures après.
La pression de l'eau utilisée pour lutter contre l'incendie est remise en question. Cela a conduit les pompiers à contacter[pourquoi ?] la société gestionnaire du réseau de distribution d'eau, la Thames Water[réf. souhaitée].

## Bilan humain
Un bilan provisoire au 19 juin 2017 fait état de 79 morts ou disparus présumés morts et 77 blessés, dont 17 sont dans un état critique. De nombreuses personnes restent portées disparues,. Le 17 juin 2017, la police britannique annonce qu'au moins 58 personnes disparues sont considérées comme mortes dans l'incendie. Cinq mois après le drame, la police britannique annonce un bilan définitif de 71 morts (70 morts dans l'incendie + 1 bébé mort-né à la suite de l'incendie). L'âge des tués dans le sinistre va de 2 à 82 ans.
Parmi les victimes, de condition modeste, figurent la photographe Khadija Saye et sa mère, d'origines gambiennes. Elles vivaient au 20e étage. Cette jeune photographe britannique de 24 ans était en train d'émerger sur le marché de l'art britannique, et avait été notamment sélectionnée pour sa première exposition par la Biennale de Venise, qui avait sélectionné ses travaux sur les pratiques spirituelles en Gambie,,.

## Réactions
Certains résidents ont indiqué qu'aucune alarme incendie ne s'était déclenchée lorsque le feu a démarré. Des résidents ont déclaré n'avoir été avertis de l'incendie que par les appels au secours de leurs voisins, ou les frappements aux portes. D'autres ont indiqué avoir survécu en ignorant les consignes de sécurité, qui recommandaient de se mettre à l'abri.
Le London-wide Radical Housing Network, un groupe d'action citoyen « combattant pour un logement juste partout dans Londres », à laquelle adhère le Grenfell Action Group, indique que « le feu était une tragédie horrible et évitable, qui résulte d'une combinaison de rabais gouvernementaux, de gestion défaillante par les autorités locales, et d'un mépris pour les représentants des résidents et pour leurs logements ».
Selon le chancelier de l'Échiquier Philip Hammond, si le revêtement extérieur utilisé est interdit à la fois aux États-Unis et dans l'Union européenne, deux questions se posent : la réglementation britannique est-elle adaptée, d'une part, et d'autre part, est-elle correctement appliquée ?

### Effets sur la politique et la réglementation britanniques
En réaction à la découverte par le grand public de l'existence de panneaux inflammables, des politiques de vérification des revêtements déjà déployés ont été entreprises, dans les régions de Manchester, Plymouth et Portsmouth. Elles ont révélé l'existence de plusieurs dizaines de tours d'habitations enrobées de panneaux inflammables,.
Selon le chef de l'opposition Jeremy Corbyn, l'échelle croissante de la menace demande une action nationale — au maillon de l'Angleterre — coordonnée avec une réunion de la commission d'urgence Cobra.
Quelques jours après la catastrophe, un projet controversé de réduction des coûts de construction, qui visait à supprimer les gicleurs anti-incendie dans les écoles nouvellement construites, a été abandonné par le gouvernement britannique. Les réalités nouvelles conduisent à penser qu'il serait inacceptable d'essayer de réduire les normes de sûreté pour diminuer le coût de construction des écoles, ou pour permettre aux promoteurs de réaliser des bénéfices plus importants.
Fin septembre 2018, le Royaume-Uni a finalement choisi d'interdire en façade tous matériaux combustibles sur les immeubles d'habitations de plus de 18 mètres ; interdiction étendue aux bâtiments sensibles (hôpitaux, écoles, logements étudiants, maisons de soins). Environ 1000 chantiers par an devraient être concernés dans le pays avec un surcoût de plus de 11 millions d'euros,

### Réactions en France
Cet incendie a suscité un audit des bâtiments « à risques » en France où le Gouvernement a commandé au Centre scientifique et technique du bâtiment (CSTB) un rapport (publié en juin 2017) sur la réglementation incendie dans les bâtiments résidentiels.
La réglementation intégrera les retours d'expérience du drame anglais sur la base d'un second rapport attendu en 2018 et qui sera rendu public (évaluation du nombre de bâtiments « à risques », de type Grenfell), annoncé par Jacques Mézard fin 2017.

### Relogement
Six mois après le drame, en janvier 2018, les rescapés de la tour sont toujours logés à l'hôtel, contrairement à la promesse gouvernementale initiale de leur trouver sous trois semaines des habitations situées dans un périmètre proche, avec une surface et un loyer équivalents.

## Enquêtes
Le texte peut changer fréquemment, n’est peut-être pas à jour et peut manquer de recul. 
Le titre et la description de l'acte concerné reposent sur la qualification juridique retenue lors de la rédaction de l'article et peuvent évoluer en même temps que celle-ci.

### Cause du départ du feu
La cause du feu n'a pas été officiellement déterminée dans un premier temps. Selon une rumeur lancée par un résident du quatrième étage, le feu aurait pris dans un réfrigérateur vers 1 h heure locale au cours de la nuit. Les résidents ont alors frappé à la porte de leurs voisins pour les alerter. Dans la demi-heure suivante, le bâtiment était entièrement pris par les flammes. Selon une évaluation des risques d'incendie, des matériaux combustibles auraient été entreposés dans les parties communes, ce qui laisse supposer une gestion d'ensemble défaillante. Selon des documents officiels, l'isolation anti-incendie a en partie été retirée au cours des travaux de rénovation du système de chaufferie.
La London Fire Brigade (LFB) doit émettre un rapport public sur cet incendie, mais sans délai, la publication d'un tel rapport pouvant prendre des années. Des manifestations ont demandé la réalisation d'une enquête juridique ou criminelle au lieu d'une enquête technique.
Le 23 juin, lors d'une conférence de presse, la Metropolitan Police Service confirme, que le sinistre a bien pour cause première l'embrasement accidentel d'un réfrigérateur défectueux de marque Hotpoint (filiale du groupe Whirlpool) situé dans un appartement du quatrième étage. Ceci exclut a priori une intention criminelle.

### Rapport BRE Global
Selon le journal Evening standard (16 avril 2018) le rapport (210 pages) de BRE Global (un groupe spécialisé dans la protection incendie) dénonce des « déficiences calamiteuses » lors de la réhabilitation du bâtiment de 2014 à 2016, notamment concernant le bardage qui aurait transformé le bâtiment en « poudrière » alors qu'il était relativement bien protégé d'un risque d'incendie majeur. Outre l'utilisation de matériaux combustibles en panneaux de façades et comme isolant, la structure du bardage était mal conçue (sans barrière de compartimentage dite « cavity barrier » qui normalement doit empêcher l'effet-cheminée d'une lame d'air entre la peau intérieure (béton armé) et extérieure du bâtiment (bardage). Le bâtiment aurait pu s'effondrer lors du sinistre.
Diverses malfaçons ont été repérées concernant les matériaux de compartimentage (mal dimensionnés et/ou combustibles), les cadres de fenêtres (mal dimensionnés ou mal disposés et dont le vide entre cadre et mur était comblé par des produits inflammables, et/ou d'une résistance au feu discutable (caoutchouc, mousse d'isolant, panneaux de PVC). Certains isolants retrouvés dans le bâtiment n'ont pas de marque identifiant leur producteur, évoquant un produit générique de mauvaise qualité. Les portes sont restées ouvertes par les occupants après leur fuite, ce qui a enfumé tout l'immeuble dont l'unique escalier, ainsi rendu impraticable.
Ce rapport ne précise pas les responsabilités ni si les travaux ont été approuvés et/ou inspectés.

### Commission indépendante

#### Juin 2017: début des auditions de laGrenfell Tower Inquiry
Depuis juin 2017, une commission d'enquête indépendante, nommée la « Grenfell Tower Inquiry » travaille et publie ses résultats d'auditions presque en temps réel. Ce travail (devant se terminer fin 2018) « examine les circonstances ayant conduit à l'incendie de la tour Grenfell et l'entourant », pour notamment rechercher et qualifier les responsabilités des parties prenantes (maître d'ouvrage, architecte, entreprise, gestionnaire, industriel…). Chaque audition, rapports d'expert, vidéo est publiée presque en temps réel sur un site internet dédié, sous l'autorité de Sir Martin Moore-Bick, président de cette commission.

#### Octobre 2019: conclusions de la première phase
Selon le rapport de la première phase de l'enquête, publié en octobre 2019 et qui a porté sur le déroulement de l'incendie, les pompiers ont, dans les premières heures, mal évalué l'intensité de l'incendie et plus de vies auraient pu être sauvées s'ils n'avaient pas décidé de maintenir le confinement des habitants dans leur logement aussi longtemps ; le syndicat des pompiers a répondu qu'il n'était pas possible d'évacuer une centaine de personnes par des escaliers enfumés ; le rapport insiste également sur le manque de préparation des pompiers, mal informés des spécificités de la tour, de son revêtement (dont la commission a confirmé le caractère hautement inflammable) et dans laquelle ils ne s'étaient pas convenablement entraînés, ainsi que sur le fait que la responsabilité sur le terrain aurait dû être donnée à un officier de rang supérieur ; la deuxième phase doit enquêter sur les faits qui se sont déroulés avant l'incendie, dont spécifiquement le revêtement et l'état de l'immeuble,.

### Autres informations été 2020
Le journal The Guardian révèle que les documents n'ont pas été lus par les sociétés concernées alors qu'une lecture attentive des documents aurait pu aider à éviter cette situation.